# Trebacosa
Trebacosa Dondale & Redner, 1981 è un genere di ragni appartenente alla famiglia Lycosidae.

## Distribuzione
Le due specie hanno areali diversi: la T. europaea è stata rinvenuta in Francia, Ungheria, Bielorussia e Grecia; la T. marxi, invece, in Canada e negli USA. .

## Tassonomia
Per determinare le caratteristiche di questo genere sono stati esaminati gli esemplari di Pirata marxi (Stone, 1890) dagli aracnologi Dondale & Redner (1981b); questo genere ha validità incerta secondo un commento dell'aracnologo Liu del 1987.
Non sono stati esaminati esemplari di questo genere dal 2017.
Attualmente, a dicembre 2021, si compone di 2 specie:
- Trebacosa europaea Szinetàr & Kancsal, 2007 — Francia, Bielorussia, Grecia e Ungheria
- Trebacosa marxi Stone, 1890[2] — Canada, USA

### Sinonimi
- Trebacosa brunhesi Villepoux, 2007; posta in sinonimia con T. europaea Szinetár & Kancsal, 2007 a seguito di un lavoro di Szuts et al., del 2017[1].
- Trebacosa emertoni Dahl, 1908; trasferita dal genere Pirata e posta in sinonimia con T. marxi (Stone, 1890) a seguito di uno studio di Wallace & Exline del 1978[1].